# باسم قهار
باسم قهار ممثل ومخرج عراقي .

## عن حياته
واحد من المخرجين المسرحيين العراقيين المعروفين، الذي ترك العراق في بداية التسعينيات ليتوزع نشاطه المسرحي بين دمشق وبيروت واستراليا التي عاش فيها لسنوات قبل ان يعود ويستقر في دمشق.

## من أعماله

### المسلسلات
- ملوك الطوائف، بدور الوزير ابن عبدوس
- الظاهر بيبرس، بدور أقطاي المستعرب
- حبيب
- سبعة (7)
- مولانا العاشق
- الكابوس
- حبيب 2
- صديق العمر، بدور العقيد عبد الكريم النحلاوي
- خالد بن الوليد - جزئين
- فرقة ناجي عطا الله
- طايع
- فوق السحاب
- هجمة مرتدة
- المنطقة الحمراء
- الدولة العميقة
- بغداد الجديدة

### في الإخراج
- سليمة مراد
- الباب الشرقي
- تياترو
- أرابيا
- كهرب
- الأيام المخمورة

## روابط خارجية
- باسم قهار على موقع قاعدة بيانات الأفلام العربية